# Бульвар Капуцинок (картина)
«Бульвар Капуцинок» (фр. Boulevard des Capucines) — картина французского художника Клода Моне, написанная в 1873 году. На картине изображён бульвар Капуцинок в Париже. 

## История
Картина написана с балкона фотографической студии Надара («Anciens Salons Nadar»), расположенной на углу улицы Дону (rue Daunou) и бульвара Капуцинок. Для художника это была прекрасная возможность увидеть сверху оживлённый бульвар с прохожими, которых он изобразил как тонкие графические фигуры.
В 1873 году Моне написал два «Бульвара Капуцинок»: один вертикальный, о котором идёт речь в статье, и один горизонтальный. Первая (вертикальная) картина, о которой идёт речь в статье, в настоящее время находится в Музее искусств Нельсона-Аткинса (Nelson-Atkins Museum of Art) в Канзас-Сити (США). Вторая (горизонтальная) картина (фр. Le Boulevard des Capucines) в настоящее время находится в ГМИИ имени А. С. Пушкина (Москва).
Оба полотна были выставлены на Первой выставке импрессионистов в Париже в период с 15 апреля по 15 мая 1874 года. Часто встречающееся в русском искусствоведении название «Карнавал на бульваре Капуцинок» не соответствует ни одной из двух перечисленных картин и не встречается в прессе того времени.